# 2011-es aerobik-Európa-bajnokság
A bukaresti Romexpo területén hetedig alkalommal rendeztek felnőtt és utánpótlás (15–17 év) korosztályokban aerobik-Európa-bajnokságot 2011. november 11. és november 13. között.

## A versenyszámok időrendje
Az eb eseményei helyi idő szerint:
| - november 11., péntek - 13:45-13:59 megnyitó ünnepség, utánpótlás verseny - 14:00-17:30 utánpótlás korosztály elődöntők (női egyéni, trió) - 18:00-20:00 utánpótlás korosztály elődöntők (férfi egyéni, vegyes páros, csoport) | - november 12., szombat - 13:45-13:59 megnyitó ünnepség, felnőtt verseny - 14:00-17:00 felnőtt elődöntők (női egyéni, trió) - 17:30-20:00 felnőtt elődöntők (férfi egyéni, vegyes páros, csoport) | - november 13., vasárnap - 10:00-10:45 utánpótlás döntők (női és férfi egyéni) - 10:50-11:05 eredményhirdetés - 11:15-12:30 utánpótlás döntők (vegyes páros, trió, csoport) - 12:35-13:00 eredményhirdetés - 15:30-16:15 felnőtt döntők (női és férfi egyéni) - 16:15-16:30 eredményhirdetés - 16:35-17:55 felnőtt döntők (vegyes páros, trió, csoport) - 18:00-18:30 eredményhirdetés |

## A versenyen részt vevő országok
| - Ausztria - Bulgária - Csehország - Egyesült Királyság - Finnország - Franciaország - Görögország | - Izrael - Litvánia - Magyarország - Moldova - Németország - Olaszország - Oroszország | - Portugália - Románia - Spanyolország - Svédország - Szlovákia - Ukrajna |

## Eredmények

### Éremtáblázat
| #        | nemzet        | arany | ezüst | bronz | összesen |
| -------- | ------------- | ----- | ----- | ----- | -------- |
| 1        | Románia       | 2     | 1     | 1     | 4        |
| 2        | Oroszország   | 1     | 1     | 3     | 5        |
| 3        | Spanyolország | 1     | 2     | 0     | 3        |
| 4        | Franciaország | 1     | 0     | 1     | 2        |
| 5        | Olaszország   | 0     | 1     | 0     | 1        |
| Összesen | Összesen      | 5     | 5     | 5     | 15       |

| #        | nemzet        | arany | ezüst | bronz | összesen |
| -------- | ------------- | ----- | ----- | ----- | -------- |
| 1        | Olaszország   | 3     | 1     | 0     | 4        |
| 2        | Románia       | 2     | 2     | 1     | 5        |
| 3        | Oroszország   | 0     | 2     | 3     | 5        |
| 4        | Spanyolország | 0     | 0     | 1     | 1        |
| Összesen | Összesen      | 5     | 5     | 5     | 15       |

### Éremszerzők
| versenyszám  | arany | ezüst | bronz |
| felnőtt      | | | |
| férfi egyéni | Ivan Parejo | Emanuele Pagliuca | Alekszandr Kondratyicsev |
| női egyéni   | Oana Corina Constantin | Sara Moreno | Maria Luisa Pavel |
| vegyes páros | FRA · Aurelie Joly, · Julien Chaninet                                                                                          | ESP · Sara Moreno, · Vicente Lli | RUS · Jevgenyija Kugyimova, · Makszim Grinin                                                                                               |
| trió         | ROU · Tudorel Valentin Mavrodineanu, · Mircea Zamfir, · Petru Porime-Tolan                                                     | RUS · Kirill Lobaznyuk, · Alekszandr Kondratyicsev, · Igor Truskov                                                                     | FRA · Maxime Decker Breteil, · Nicolas Garavel, · Benjamin Garavel                                                                         |
| csoport      | RUS · Igor Truskov, · Alekszandr Kondratyicsev, · Kirill Lobaznyuk, · Garszevan Dzsanazjan, · Danyiil Csajun, · Valerij Guszev | ROU · Oana Corina Constantin, · Andreea Bogati, · Delia Lacataru, · Maria Luisa Pavel, · Laura Andreea Cristache, · Anca Claudia Surdu | RUS · Polina Amoszenok, · Irina Klopova, · Veronika Kornyeva, · Jevgenyija Kugyimova, · Anhela Korotkova, · Okszana Truhacseva             |
| utánpótlás   | | | |
| férfi egyéni | Riccardo Pentassuglia | Davide Donati | Cristian Drăghici |
| női egyéni   | Michela Castoldi | Alina Radu | Marta Tovar |
| vegyes páros | ITA · Michela Castoldi, · Davide Donati                                                                                        | RUS · Viktorija Zaharova, · Denisz Szolovjov                                                                                           | RUS · Duhik Dzsanazjan, · Szalman Iszrefilov                                                                                               |
| trió         | ROU · Bianca Maria Gorgovan, · Diana Cristina Deac, · Alina Radu                                                               | ROU · Carmen Florentina Iliescu, · Lavinia Ioana Panaete, · Premia Matei                                                               | RUS · Jekatyerina Baranova, · Anasztaszija Degtyareva, · Krisztina Szapszujeva                                                             |
| csoport      | ROU · Alina Radu, · Bianca Maria Gorgovan, · Diana Cristina Deac, · Carmen Florentina Iliescu, · Amalia Nicola, · Premia Matei | RUS · Viktorija Zaharova, · Julija Bardina, · Duhik Dzsanazjan, · Szalman Iszrefilov, · Denisz Szolovjov, · Alekszej Germanov          | RUS · Julija Szergejeva, · Anasztaszija Rzsannikova, · Anasztaszija Buzunova, · Danyiil Volkov, · Ruszlan Zubbajrov, · Alekszandr Kolbunov |

## Versenyszámok

### Felnőtt

#### Férfi egyéni
| #  | Tornász                  | Ország        | Csoport- kód | Összpont- szám |
| -- | ------------------------ | ------------- | ------------ | -------------- |
|    | Ivan Parejo              | Spanyolország | ESP2         | 21,850         |
|    | Emanuele Pagliuca        | Olaszország   | ITA2         | 21,350         |
|    | Alekszandr Kondratyicsev | Oroszország   | RUS1         | 20,850         |
| 4  | Garszevan Dzsanazjan     | Oroszország   | RUS2         | 20,500         |
| 5  | Benjamin Garavel         | Franciaország | FRA1         | 20,150         |
| 6  | Mihăiță Iulian Cimpoi    | Románia       | ROU1         | 19,950         |
| 7  | Mircea Zamfir            | Románia       | ROU2         | 19,875         |
| 8  | Antonio Caforio          | Olaszország   | ITA1         | 0,000          |
|    |                          |               |              |                |
| 9  | Vicente Lli              | Spanyolország | ESP1         | 19,650         |
| 10 | Mathieu Deliers          | Franciaország | FRA2         | 19,400         |
| 11 | Tyeklar Ramon            | Magyarország  | HUN1         | 18,875         |
| 12 | Farkas Balázs            | Magyarország  | HUN2         | 18,475         |

#### Női egyéni
| #  | Tornász                 | Ország             | Csoport- kód | Összpont- szám |
| -- | ----------------------- | ------------------ | ------------ | -------------- |
|    | Oana Corina Constantin  | Románia            | ROU2         | 21,050         |
|    | Sara Moreno             | Spanyolország      | ESP2         | 20,800         |
|    | Maria Luisa Pavel       | Románia            | ROU1         | 20,350         |
| 4  | Lubov Gazov             | Ausztria           | AUT          | 20,250         |
| 5  | Giulia Bianchi          | Olaszország        | ITA1         | 20,000         |
| 6  | Hegyi Dóra              | Magyarország       | HUN2         | 19,800         |
| 7  | Veronika Kornyeva       | Oroszország        | RUS1         | 19,650         |
| 8  | Jekatyerina Cserepanova | Oroszország        | RUS2         | 19,500         |
|    |                         |                    |              |                |
| 9  | Chloe Farrance          | Egyesült Királyság | GBR1         | 19,500         |
| 10 | Ivelina Lukaki          | Bulgária           | BUL1         | 19,400         |
| 11 | Elena Rosca             | Portugália         | POR2         | 19,300         |
| 12 | Arancha Martínez        | Spanyolország      | ESP1         | 19,100         |
| 13 | Christina Ioannidou     | Görögország        | GRE2         | 18,800         |
| 14 | Aurelie Joly            | Franciaország      | FRA1         | 18,700         |
| 15 | Andrea Cvachová         | Csehország         | CZE1         | 18,650         |
| 15 | Monika Gerzova          | Csehország         | CZE2         | 18,650         |
| 17 | Laura Vihervä           | Finnország         | FIN2         | 18,600         |
| 18 | Isavella Krokou         | Görögország        | GRE1         | 18,500         |
| 19 | Bucsánszki Linda        | Magyarország       | HUN1         | 18,400         |
| 19 | Sara Sardinha           | Portugália         | POR1         | 18,400         |
| 21 | Christina Fossheim      | Egyesült Királyság | GBR2         | 18,250         |
| 22 | Katerina Sztokolosz     | Ukrajna            | UKR2         | 18,200         |
| 23 | Martina Perlacova       | Szlovákia          | SVK2         | 18,050         |
| 24 | Katerina Szeleszt       | Ukrajna            | UKR1         | 18,000         |
| 25 | Eugenie Raphael         | Franciaország      | FRA2         | 17,900         |
| 26 | Anita Lamosova          | Szlovákia          | SVK1         | 17,800         |
| 27 | Leena Enbom             | Finnország         | FIN1         | 17,750         |
| 28 | Isabell Piepiorra       | Németország        | GER2         | 17,400         |
| 29 | Peregrin Pezerovic      | Németország        | GER1         | 17,150         |
| 30 | Ann-Therese Johansson   | Svédország         | SWE          | 16,200         |
| 31 | Rasa Urbonaviciute      | Litvánia           | LTU1         | 15,550         |
| 32 | Yael Novick             | Izrael             | ISR          | 14,950         |
| 33 | Gulnara Kadyrova        | Litvánia           | LTU2         | 13,150         |

#### Vegyes páros
| #  | Tornász                                       | Ország             | Csoport- kód    | Összpont- szám |
| -- | --------------------------------------------- | ------------------ | --------------- | -------------- |
|    | Aurelie Joly, Julien Chaninet                 | Franciaország      | FRANCE 1        | 21,500         |
|    | Sara Moreno, Vicente Lli                      | Spanyolország      | SPAIN           | 21,450         |
|    | Jevgenyija Kugyimova, Makszim Grinin          | Oroszország        | RUSSIA 2        | 21,100         |
| 4  | Andreea Bogati, Tudorel Valentin Mavrodineanu | Románia            | ROMANIA 1       | 21,050         |
| 5  | Giulia Bianchi, Emanuele Pagliuca             | Olaszország        | ITALY 2         | 20,750         |
| 6  | Polina Amoszenok, Garszevan Dzsanazjan        | Oroszország        | RUSSIA 1        | 20,000         |
| 7  | Delia Lacataru, Mihăiță Iulian Cimpoi         | Románia            | ROMANIA 2       | 19,800         |
| 8  | Rossella Vetrone, Antonio Lollo               | Olaszország        | ITALY 1         | 19,350         |
|    |                                               |                    |                 |                |
| 9  | Szilvás Angéla, Tyeklár Ramon                 | Magyarország       | HUNGARY 2       | 19,500         |
| 10 | Kovács Ramóna, Pancsó Gergely                 | Magyarország       | HUNGARY 1       | 18,750         |
| 11 | Laure Valdivia, Jonathan Gajdane              | Franciaország      | FRANCE 2        | 18,050         |
| 12 | Bethany Martin, Jaime Carter                  | Egyesült Királyság | GREAT BRITAIN 1 | 17,450         |
| 13 | Bogdana Golub, Makszim Buben                  | Ukrajna            | UKRAINE         | 16,650         |

#### Trió
| #  | Tornász                                                          | Ország        | Csoport- kód | Összpont- szám |
| -- | ---------------------------------------------------------------- | ------------- | ------------ | -------------- |
|    | Tudorel Valentin Mavrodineanu, Mircea Zamfir, Petru Porime-Tolan | Románia       | ROMANIA 2    | 21,950         |
|    | Kirill Lobaznyuk, Alekszandr Kondratyicsev, Igor Truskov         | Oroszország   | RUSSIA 1     | 21,200         |
|    | Maxime Decker Breteil, Nicolas Garavel, Benjamin Garavel         | Franciaország | FRANCE 1     | 21,150         |
| 4  | Antonio Caforio, Emanuele Pagliuca, Simone Bonatti               | Olaszország   | ITALY        | 20,600         |
| 5  | Dorian Alimelie, Mathieu Deliers, David Orta                     | Franciaország | FRANCE 2     | 20,500         |
| 6  | Irina Klopova, Veronika Kornyeva, Jevgenyija Kugyimova           | Oroszország   | RUSSIA 2     | 20,178         |
| 7  | Szörényi Ágota, Nagy Dorina, Bakó Anett                          | Magyarország  | HUNGARY 2    | 18,947         |
| 8  | Andrea Cvachová, Kristyna Bernatova, Monika Gerzova              | Csehország    | CZECH REP2   | 18,485         |
|    |                                                                  |               |              |                |
| 9  | Marius Gavriloaie, Marius Ciprian Petruse, Lucian Fratiloiu      | Románia       | ROMANIA 1    | 19,100         |
| 10 | Ivan Parejo, Begona Combarro, Anna Parera                        | Spanyolország | SPAIN 2      | 19,002         |
| 11 | Sara Sardinha, Bruna Coelho, Elena Rosca                         | Portugália    | PORTUGAL     | 18,944         |
| 12 | Estela Barbera, Arancha Martínez, Neus Lluch                     | Spanyolország | SPAIN 1      | 18,852         |
| 13 | Martina Perlacova, Szabó Niki, Ivana Khandlova                   | Szlovákia     | SLOVAKIA 2   | 18,250         |
| 14 | Katerina Szeleszt, Katerina Sztokolosz, Viktorija Gubenko        | Ukrajna       | UKRAINE      | 17,473         |
| 15 | Netta Koskinen, Erika Rautiainen, Laura Vihervä                  | Finnország    | FINLAND      | 17,386         |
| 16 | Ivana Famerova, Petra Tomkova, Szegedy Erzsébet                  | Szlovákia     | SLOVAKIA 1   | 17,078         |
| 17 | Tereza Muchova, Eva Vlasimska, Katerina Hortova                  | Csehország    | CZECH REP1   | 16,792         |
| 18 | Osztafin Anna, Csirke Barbara, Schneider Virág                   | Magyarország  | HUNGARY 1    | 16,789         |
| 19 | Laura Patianikaite, Greta Marcinkeviciute, Rasa Urbonaviciute    | Litvánia      | LITHUANIA    | 13,971         |

#### Csoport
| # | Tornász | Ország        | Csoport- kód | Összpont- szám |
| - | --- | ------------- | ------------ | -------------- |
|   | Igor Truskov, Alekszandr Kondratyicsev, Kirill Lobaznyuk, Garszevan Dzsanazjan, Danyiil Csajun, Valerij Guszev         | Oroszország   | RUSSIA 1     | 21,550         |
|   | Oana Corina Constantin, Andreea Bogati, Delia Lacataru, Maria Luisa Pavel, Laura Andreea Cristache, Anca Claudia Surdu | Románia       | ROMANIA      | 20,794         |
|   | Polina Amoszenok, Irina Klopova, Veronika Kornyeva, Jevgenyija Kugyimova, Anhela Korotkova, Okszana Truhacseva         | Oroszország   | RUSSIA 2     | 20,439         |
| 4 | Maxime Decker Breteil, Julien Chaninet, Nicolas Garavel Benjamin Garavel, Mathieu Deliers, Jonathan Gajdane            | Franciaország | FRANCE       | 20,350         |
| 5 | Antonio Lollo, Antonio Caforio, Simone Bonatti, Emanuele Pagliuca, Luca Fancello, Giulia Bianchi                       | Olaszország   | ITALY        | 20,31          |
| 6 | Pagona Kiousi, Dimitra Skoura, Liolia Kerogli, Christina Ioannidou, Isavella Krokou, Carla-Cristina Radulescu          | Görögország   | GREECE       | 19,671         |
| 7 | Holp Rebeka, Hegyi Dóra, Bucsánszki Linda, Bakó Anett, Lendvay Dóra, Szörényi Ágota                                    | Magyarország  | HUNGARY 2    | 19.,202        |
| 8 | Csirke Barbara, Károcs Attila, Kovács Ramóna, Osztafin Anna, Pancsó Gergely Schneider Virág                            | Magyarország  | HUNGARY 1    | 16,950         |
|   | |               |              |                |
| 9 | Katerina Szeleszt, Katerina Sztokolosz, Viktorija Gubenko, Margarita Sipliva, Anna Buravszka, Szvitlana Zavoloka       | Ukrajna       | UKRAINE      | 17,476         |

### Utánpótlás

#### Férfi egyéni
| #  | Tornász               | Ország        | Csoport- kód | Összpont- szám |
| -- | --------------------- | ------------- | ------------ | -------------- |
|    | Riccardo Pentassuglia | Olaszország   | ITA1         | 20,150         |
|    | Davide Donati         | Olaszország   | ITA2         | 19,600         |
|    | Cristian Drăghici     | Románia       | ROU1         | 19,350         |
| 4  | Szalman Iszrefilov    | Oroszország   | RUS2         | 19,300         |
| 5  | Cristian Iordan       | Oroszország   | ROU2         | 19,100         |
| 6  | Alekszej Germanov     | Oroszország   | RUS1         | 19,050         |
| 7  | Baumann Ákos          | Magyarország  | HUN1         | 19,000         |
| 8  | Gavin Jourdan         | Franciaország | FRA          | 18,950         |
|    |                       |               |              |                |
| 9  | Bali Dániel           | Magyarország  | HUN2         | 18,100         |
| 10 | Ernestas Smirnovas    | Litvánia      | LTU          | 15,250         |

#### Női egyéni
| #  | Tornász                 | Ország             | Csoport- kód | Összpont- szám |
| -- | ----------------------- | ------------------ | ------------ | -------------- |
|    | Michela Castoldi        | Olaszország        | ITA1         | 19,600         |
|    | Alina Radu              | Románia            | ROU1         | 19,500         |
|    | Marta Tovar             | Spanyolország      | ESP2         | 19,200         |
| 4  | Lavinia Ioana Panaete   | Románia            | ROU2         | 19,150         |
| 5  | Anasztaszija Degtyareva | Oroszország        | RUS2         | 19,100         |
| 6  | Sara Silva              | Portugália         | POR2         | 19,050         |
| 7  | Chrystel Lejeune        | Franciaország      | FRA2         | 18.800         |
| 8  | Molnár Noémi            | Magyarország       | HUN1         | 18,200         |
|    |                         |                    |              |                |
| 9  | Clara Baraquet          | Franciaország      | FRA1         | 18,600         |
| 10 | Sara Natella            | Olaszország        | ITA1         | 18,450         |
| 11 | Kayleigh Silva          | Egyesült Királyság | GBR1         | 18,400         |
| 12 | Michelle Sieberer       | Ausztria           | AUT          | 18,350         |
| 13 | Andrea Lluch            | Spanyolország      | ESP1         | 18,300         |
| 14 | Deák Anna               | Magyarország       | HUN2         | 18,200         |
| 15 | Luana Minucci           | Portugália         | POR1         | 18,050         |
| 15 | Darja Gucsaljuk         | Ukrajna            | UKR2         | 18,050         |
| 17 | Viktorija Jakusevszka   | Ukrajna            | UKR1         | 17,900         |
| 18 | Ella Augier             | Egyesült Királyság | GBR2         | 17,700         |
| 19 | Duhik Dzsanazjan        | Oroszország        | RUS1         | 17,625         |
| 20 | Julie Ondova            | Csehország         | CZE2         | 17,450         |
| 21 | Adela Procházková       | Csehország         | CZE1         | 17,400         |
| 22 | Julia Kunert            | Németország        | GER1         | 17,125         |
| 23 | Iva Ilcheva             | Bulgária           | BUL2         | 17,050         |
| 24 | Nelli Nyberg            | Finnország         | FIN2         | 16,400         |
| 25 | Lucia Acova             | Szlovákia          | SVK1         | 16,400         |
| 26 | Lyuboslava Asenova      | Bulgária           | BUL1         | 16.300         |
| 27 | Marie-Joesphine Schmidt | Németország        | GER2         | 16.100         |
| 28 | Inga Russu              | Moldova            | MDA2         | 15,550         |
| 29 | Dominika Sedlackova     | Szlovákia          | SVK2         | 15,450         |
| 30 | Iulia Culceac           | Moldova            | MDA1         | 15.,400        |
| 31 | Ella Orly               | Izrael             | ISR          | 15,400         |
| 32 | Diana Zubciuk           | Litvánia           | LTU1         | 15,350         |
| 33 | Katariina Karjalainen   | Finnország         | FIN1         | 15,100         |
| 34 | Skaiste Gerulyte        | Litvánia           | LTU2         | 14,700         |

#### Vegyes páros
| # | Tornász                                   | Ország        | Csoport- kód | Összpont- szám |
| - | ----------------------------------------- | ------------- | ------------ | -------------- |
|   | Michela Castoldi, Davide Donati           | Olaszország   | ITA1         | 19,670         |
|   | Viktorija Zaharova, Denisz Szolovjov      | Oroszország   | RUS2         | 19,400         |
|   | Duhik Dzsanazjan, Szalman Iszrefilov      | Oroszország   | RUS1         | 19,150         |
| 4 | Adela Ionela Cimpoi, Dacian Nicolae Barna | Románia       | ROU1         | 19,100         |
| 5 | Lavinia Ioana Panaete, Cristian Drăghici  | Románia       | ROU2         | 18,900         |
| 6 | Mazács Fanni, Bali Dániel                 | Magyarország  | HUN2         | 18,450         |
| 7 | Caroline Schiefer, Gavin Jourdan          | Franciaország | FRA          | 18,250         |
| 8 | Baumann Dalma, Baumann Ákos               | Magyarország  | HUN1         | 18,050         |
|   |                                           |               |              |                |
| 9 | Ainhoa Palanca, Andreu Giner              | Spanyolország | ESP          | 17,500         |

#### Trió
| #  | Tornász                                                              | Ország             | Csoport- kód | Összpont- szám |
| -- | -------------------------------------------------------------------- | ------------------ | ------------ | -------------- |
|    | Bianca Maria Gorgovan, Diana Cristina Deac, Alina Radu               | Románia            | ROU1         | 19,834         |
|    | Carmen Florentina Iliescu, Lavinia Ioana Panaete, Premia Matei       | Románia            | ROU2         | 19.484         |
|    | Jekatyerina Baranova, Anasztaszija Degtyareva, Krisztina Szapszujeva | Oroszország        | RUS2         | 19,386         |
| 4  | Marta Tovar, Alejandra Milotich, Maria Baucells                      | Spanyolország      | ESP          | 19,084         |
| 5  | Hagymási Alexandra, Deák Anna, Balogh Réka                           | Magyarország       | HUN2         | 19,031         |
| 6  | Polina Poljanszkih, Julija Bardina, Andrej Zsibin                    | Oroszország        | RUS1         | 18,631         |
| 7  | Ella Augier, Emily Boyce, Stella Vinet                               | Egyesült Királyság | GBR1         | 18,557         |
| 8  | Darja Gucsaljuk, Katerina Cserkez, Marija Kobecs                     | Ukrajna            | UKR2         | 18,013         |
|    |                                                                      |                    |              |                |
| 9  | Molnár Noémi, Kovács Vivien, Nagy Barbara                            | Magyarország       | HUN1         | 18,142         |
| 10 | Bethany Waddington, Hannah Owen, Olivia Farrance                     | Egyesült Királyság | GBR2         | 18,121         |
| 11 | Zoi Papazoi, Konstantina-Maria Vasalaki, Maria Eralidou              | Görögország        | GRE          | 18,052         |
| 12 | Laurena Giunipero, Deborah Picard, Caroline Schiefer                 | Franciaország      | FRA1         | 17,897         |
| 13 | Chrystel Lejeune, Clara Baraquet, Melissa Gajdane                    | Franciaország      | FRA2         | 16,997         |
| 14 | Tanya Andreeva, Lyuboslava Asenova, Iva Ilcheva                      | Bulgária           | BUL          | 16,981         |
| 15 | Krisztina Matvejcsuk, Rita Petrenko, Viktorija Jakusevszka           | Ukrajna            | UKR1         | 16,742         |
| 16 | Adela Prochazkova, Tereza Soltysova, Marketa Pilnackova              | Csehország         | CZE          | 16,289         |
| 17 | Jennifer Seyring, Jenna Pohl, Marie-Joesphine Schmidt                | Németország        | GER1         | 16,002         |
| 18 | Enrika Logvinovaite, Dovile Zujevaite, Justina Trimailovaite         | Litvánia           | LTU          | 14,871         |
| 19 | Svetlana Palataicova, Inga Russu, Iulia Culceac                      | Moldova            | MDA          | 13,694         |

#### Csoport
| #  | Tornász | Ország             | Csoport- kód | Összpont- szám |
| -- | --- | ------------------ | ------------ | -------------- |
|    | Alina Radu, Bianca Maria Gorgovan, Diana Cristina Deac, Carmen Florentina Iliescu, Amalia Nicola, Premia Matei                | Románia            | ROU          | 19,784         |
|    | Viktorija Zaharova, Julija Bardina, Duhik Dzsanazjan, Szalman Iszrefilov, Denisz Szolovjov, Alekszej Germanov                 | Oroszország        | RUS2         | 19,381         |
|    | Julija Szergejeva, Anasztaszija Rzsannikova, Anasztaszija Buzunova, Danyiil Volkov, Ruszlan Zubbajrov, Alekszandr Kolbunov    | Oroszország        | RUS1         | 19,334         |
| 4  | Hagymási Alexandra, Deák Anna, Balogh Réka, Kovács Vivien, Molnár Noémi, Nagy Barbara                                         | Magyarország       | HUN1         | 19,278         |
| 5  | Riccardo Pentassuglia, Davide Donati, Paolo Conti, Emanuele Caponera, Matteo Taurisano, Ivan Cavalieri                        | Olaszország        | ITA1         | 18,900         |
| 6  | Mayfanwy Mountford, Emily Boyce, Ella Augier, Hannah Owen, Kayleigh Silva, Stella Vinet                                       | Egyesült Királyság | GBR          | 18,571         |
| 7  | Sofia Pastori, Michela Castoldi, Erika Deplano, Sara Natella, Elisabetta Oberti, Eva Cela                                     | Olaszország        | ITA2         | 18,560         |
| 8  | Chrystel Lejeune, Clara Baraquet, Melissa Gajdane, Laurena Giunipero, Deborah Picard, Marion Roger                            | Franciaország      | FRA          | 18,557         |
|    | |                    |              |                |
| 9  | Krisztina Matvejcsuk, Darja Gucsaljuk, Marija Kobecs Katerina Cserkez, Rita Petrenko, Viktorija Jakusevszka                   | Ukrajna            | UKR          | 17,357         |
| 10 | Mizsér Melissza, Mazács Fanni, Kosztolnik Lili Hornyák Fruzsina, Schatz Júlia, Sümegi Odett                                   | Magyarország       | HUN2         | 16,936         |
| 11 | Konstantina-Maria Vasalaki, Zoi Papazoi, Maria Eralidou, Zoi Andriopoulou, Panagiota-Simela Seventikidou, Theodora Gkougkousi | Görögország        | GRE          | 16,842         |